# Johann Lorenz Fehr
Johann Lorenz Fehr (auch Johannes Lorenz Fehr; * 7. Juli 1646 in Schweinfurt; † 22. September 1706 ebenda) war ein deutscher Mediziner und Stadtphysicus von Schweinfurt.

## Leben
Johann Lorenz Fehr war ein Sohn aus erster Ehe des Mediziners Johann Michael Fehr und studierte in Tübingen Medizin. Im Jahr 1671 wurde er bei Georg Balthasar Metzger promoviert.
Anschließend wirkte er als Arzt und später auch als Ratsherr in Schweinfurt.
Am 17. April 1675 wurde er mit dem akademischen Beinamen Argonauta II. unter der Matrikel-Nr. 60 zum Mitglied der Leopoldina gewählt.
Der Mediziner Johann Caspar Fehr war sein Halbbruder.

## Schriften
- Disputatio Medica Inauguralis De Fluxu Hepatico. Tübingen 1671 Digitalisat